# Joseph Marie Tilly
Pour les articles homonymes, voir Tilly.
Joseph Marie de Tilly (né le 16 août 1837 à Ypres et décédé le 4 août 1906 à Munich) est un mathématicien et officier d'artillerie belge.

## Biographie
En tant qu'officier d'artillerie, Tilly enseigne également la géométrie dans son école régimentaire à partir de 1858. Il mène des recherches géométriques et fait des découvertes sur la géométrie non euclidienne vers 1860 indépendamment de Nikolai Ivanovich Lobachevsky dont il n'a entendu parler qu'en 1866. Il n'avait aucun contact avec la recherche universitaire. En 1870, il publie un ouvrage sur la mécanique non euclidienne et fonde ce domaine. Il trouve l'attention du mathématicien Guillaume Jules Hoüel avec qui il correspond de 1870 à 1885. Ces recherches sont suivies de deux essais sur les fondements axiomatiques des géométries métriques (riemannienne, lobachevskienne et euclidienne).
Plus tard, il devient directeur de l'arsenal d'Anvers et directeur de l'École militaire. On lui interdit d'enseigner l'analyse parce qu'il y avait eu des plaintes selon lesquelles les officiers étaient formés trop scientifiquement. Faute de quoi, il est licencié en décembre 1899 et contraint de prendre sa retraite en 1900. Lorsqu'il prend sa retraite, il est lieutenant général.
Il écrit également sur l'histoire des cent premières années de l'Académie royale des sciences de Belgique de 1772 à 1872. En 1870, il devient membre correspondant et en 1878 membre titulaire de l'Académie royale des sciences de Belgique et en est le président en 1887.

## Publications
- Recherche sur les éléments de la géométrie, 1860
- Études de mécanique abstraite, 1870
- Essai sur les principes fondamentaux de la géométrie et de la mécanique, 1878
- Essai de géométrie analytique générale, 1892